# Castelli Romani rosso
Il Castelli Romani rosso è un vino DOC la cui produzione è consentita nelle province di Latina e Roma.

## Caratteristiche organolettiche
- colore: rubino più o meno intenso
- odore: vinoso, persistente, caratteristico, fruttato per il tipo novello
- sapore: fresco, armonico, secco, rotondo, talvolta frizzante e/o amabile vivace e fragrante per il tipo novello

## Produzione
Provincia, stagione, volume in ettolitri
- nessun dato disponibile